# خادم لو
خادم لو یک روستا در ایران است که در دهستان یورتچی شرقی واقع شده‌است. خادم لو ۱۴۳ نفر جمعیت دارد.